# Freamunde
Freamunde ist eine Gemeinde (Freguesia) und eine Stadt in Portugal. Sie befindet sich im Kreis Paços de Ferreira im Distrikt Porto. Freamunde hat eine Gemeindefläche von 5,2 km² und 7557 Einwohner (Stand 19. April 2021). Am 12. Juli 2001 wurde der Ort zur Cidade (dt.: Stadt) ernannt.

## Sport
Die Stadt beheimatet den Fußballverein Sport Clube Freamunde im Complexo Desportivo do Sport Clube de Freamunde in der Rua do SC Freamunde.

## Söhne und Töchter der Stadt
- António Maria Bessa Taipa (* 11. November 1942), Weihbischof
- André Leão (* 20. Mai 1985), Fußballspieler
- Vitorino Antunes (* 1. April 1987), Fußballspieler